# Achias janus
Achias janus är en tvåvingeart som beskrevs av Mcalpine 1994. Achias janus ingår i släktet Achias och familjen bredmunsflugor. Inga underarter finns listade i Catalogue of Life.